# Ayaka Kikuchi (patinage de vitesse)
Pour les articles homonymes, voir Ayaka Kikuchi.
Ayaka Kikuchi (菊池彩花), née le 28 juin 1987, est une patineuse de vitesse japonaise. 

## Palmarès

### Jeux olympiques d'hiver
| Épreuve / Édition   | 500 mètres | 1 000 mètres | 1 500 mètres | 3 000 mètres | 5 000 mètres | Mass start | Poursuite par équipes          |
| JO 2014 Sotchi      | —          | —            | 31e          | —            | —            | —          | 4e                             |
| JO 2018 Pyeongchang | —          |              | 16e          | 19e          |              | —          | Médaille d'or, Jeux olympiques |

Légende :
- : première place, médaille d'or
- : deuxième place, médaille d'argent
- : troisième place, médaille de bronze
- : pas d'épreuve
- — : Non disputée par le patineur
- DSQ : disqualifiée